# 谢洋乡
谢洋乡，是中华人民共和国福建省三明市大田县下辖的一个乡镇级行政单位。

## 行政区划
谢洋乡下辖以下地区：
谢洋村、怀德村、坑口村、科里村、珍山村、仕福村、草垄崎村、三角尾村、上珍村、蕉坂村、和春村、碧山村、象山村和白玉村。